# Forat de Bulí
El Forat de Bulí és un tram engorjat del riu Rialb a les calcàries més occidentals de la serra d'Aubenç, en l'indret de Gavarra, del terme municipal de Coll de Nargó i Sant Martí de Rialb, contrada situada a l'extrem nord de la Baronia de Rialb.
Es tracta de quatre solcs molt estrets i profunds, el desnivell de les parets dels quals supera, en algun punt, els dos-cents metres. En realitat, l'aigua del riu es filtra pel lloc de les Cots i no reapareix fins al forat o deu de Bulí, enclavada en la zona més feréstega del congost, donant lloc a aquesta notable surgència valclusiana. Finalment, el riu desemboca a un túnel obert a la roca d'uns 100 metres de llargària.
Donat el caràcter específic del relleu i de la seva carstificació, fa d'aquest sistema d'engorjats un fenomen únic a Catalunya. Dins d'aquest sistema fluvial hi convergeixen, bàsicament quatre cursos d'aigua de règim intermitent: el torrent de Gavarra i el seu tributari, el torrent de Carreu, el torrent de Cerdanyès i el Rialb pròpiament dit, el qual a partir d'aquí travessa el terme de la Baronia de Rialb.